# Nokia Lumia 2520
De Nokia Lumia 2520 is een tablet van het Finse bedrijf Nokia. Het is Nokia's enige tablet met Windows RT. De Lumia 2520 kreeg in 2014 een update naar Windows RT 8.1.
De Lumia 2520 was beschikbaar in vier verschillende kleuren.

## Surface
De Nokia Lumia 2520 wordt vaak vergeleken met de Surface RT en Surface 2 tablets van Microsoft. Ook deze maakten gebruik van Windows RT, een versie van Windows 8 speciaal ontworpen voor apparaten met een ARM processor. De Nokia Lumia 2520 is iets kleiner een heeft een 10.1-inch scherm in plaats van een 10.6-inch scherm.

## Problemen

### Geen FM Radio
Aangezien de Lumia 2520 geen FM Radio ontvanger heeft, is het niet mogelijk om naar FM Radio te luisteren. Dit zorgde voor veel kritiek, want naar muziek luisteren via mobiele data kost geld, waar FM Radio gratis is. Aangezien de Lumia 2520 gebruikmaakt van dezelfde processor als de Lumia Icon en de Lumia 1520 zou er wel een FM chip moeten zijn, maar Nokia heeft gezegd dat er niet de goede hardware in de Lumia 2520 zit.

### Geen upgrade naar Windows 10
Bij de laatste grote update van Windows RT 8.1 (Update 3) werd de ondersteuning voor de RT tablets stopgezet, waaronder die van de Lumia 2520. Dit betekende ook dat het toestel geen ondersteuning voor Windows 10 zou krijgen. Windows 10 ondersteunde in eerste instantie geen ARM chips, waardoor de update niet mogelijk was. In versie 1803 (April 2018 Update) werd wel een versie uitgebracht voor de ARM architectuur, maar Microsoft gaf aan de update niet uit te brengen voor de oudere Windows RT apparaten. De laatste update werd RT 8.1 Update 3, die een startmenu vergelijkbaar met Windows 10 meeleverde.

## Specificaties
| Modellen                 | Modellen                      | Lumia 2520                          |
| Introductie              | Introductie                   | 22 oktober 2013                     |
| Originele OS versie      | Originele OS versie           | Windows RT                          |
| Hoogste OS versie        | Officieel                     | Windows RT 8.1 Update 3             |
| Hoogste OS versie        | Insider previews              | Windows RT 8.1 Update 3             |
| Productie codenaam       | Productie codenaam            | RX-113/114                          |
| Specificaties            | Specificaties                 | Lumia 2520                          |
| Afmetingen               | hoogte                        | 267 mm                              |
| Afmetingen               | breedte                       | 168 mm                              |
| Afmetingen               | dikte                         | 8,9 mm                              |
| Gewicht (g)              | Gewicht (g)                   | 615 g                               |
| Volume (cm3)             | Volume (cm3)                  | 399 cm3                             |
| Kleuren achterkant       |                               |                                     |
| Kleuren voorkant         |                               |                                     |
| Verwijderbare achterkant | Verwijderbare achterkant      | Nee                                 |
| Scherm                   | Scherm                        | Lumia 2520                          |
| Diagonaal (inch)         | Diagonaal (inch)              | 10.1" (25,65 cm)                    |
| Resolutie (pixels)       | Resolutie (pixels)            | 1080×1920                           |
| Pixel dichtheid (ppi)    | Pixel dichtheid (ppi)         | 218                                 |
| Schermafmetingen         | hoogte                        | 224,0 mm                            |
| Schermafmetingen         | breedte                       | 126,0 mm                            |
| Screen-to-body-ratio     | Screen-to-body-ratio          | 62,76%                              |
| Kleurweergave            | Kleurdiepte                   | TrueColor 24-bit (16777216 kleuren) |
| Kleurweergave            | DCI-P3-kleurruimte            | Nee                                 |
| ClearBlack polarizer     | ClearBlack polarizer          | Ja                                  |
| Glance scherm            | Glance scherm                 | Nee                                 |
| Gorilla Glass            | Gorilla Glass                 | Gorilla Glass 2                     |
| On-screen taakbalk       | On-screen taakbalk            | Ja                                  |
| Super Sensitive Touch    | Super Sensitive Touch         | Ja                                  |
| Technologie              | Technologie                   | LCD                                 |
| Verversingssnelheid      | Verversingssnelheid           | 60 Hz                               |
| Geheugen/Processor       | Geheugen/Processor            | Lumia 2520                          |
| RAM                      | RAM                           | 2 GB                                |
| Opslag                   | Opslag                        | 32 GB                               |
| Uitbreidbaar             | Uitbreidbaar                  | microSD, tot 64 GB                  |
| Processor                | System-on-a-chip              | Qualcomm Snapdragon 800 MSM8974     |
| Processor                | Bit                           | 32 bit                              |
| Processor                | Cores                         | Quad core                           |
| Processor                | Productie-procedé             | 28 nm                               |
| Processor                | ARM-instructieset             | v7                                  |
| Processor                | Kloksnelheid per core (GHz)   | 2,2                                 |
| GPU                      | GPU                           | Adreno 330                          |
| Connectiviteit           | Connectiviteit                | Lumia 2520                          |
| Netwerken                | GSM                           | 850/900/1800/1900                   |
| Netwerken                | UMTS                          | Band 1/2/3/5/8                      |
| Netwerken                | LTE Advanced                  | Band 2/3/4/5/7/13/17/20             |
| Bluetooth                | Bluetooth                     | 4.0                                 |
| Wifi                     | Wifi                          | a/b/g/n                             |
| NFC                      | NFC                           | Ja                                  |
| Gps                      | Gps                           | Ja                                  |
| GLONASS                  | GLONASS                       | Ja                                  |
| Sim                      | Aantal Sims                   | 1                                   |
| Sim                      | Grootte                       | Micro-Sim                           |
| Connectoren              | Audio                         | 3,5mm audio jack                    |
| Connectoren              | Opladen/Gegevensoverdracht    | USB Micro-B 3.0                     |
| Connectoren              | Video                         | Micro HDMI (Type-D)                 |
| FM Radio                 | FM Radio                      | Nee                                 |
| Miracast                 | Miracast                      | Nee                                 |
| Digitale TV              | Digitale TV                   | Nee                                 |
| Continuum                | Continuum                     | Nee                                 |
| Batterij                 | Batterij                      | Lumia 2520                          |
| Capaciteit (mAh)         | Capaciteit (mAh)              | 2030                                |
| Model                    | Model                         | BC-3S 14.8V                         |
| Verwijderbaar            | Verwijderbaar                 | Nee                                 |
| Qi draadloos opladen     | Qi draadloos opladen          | Nee                                 |
| Batterijvermogen (uur)   | Standby                       | 600                                 |
| Batterijvermogen (uur)   | Muziek playback               | n/a                                 |
| Batterijvermogen (uur)   | Video playback                | 30                                  |
| Batterijvermogen (uur)   | Video opname                  | n/a                                 |
| Batterijvermogen (uur)   | Wifi netwerk browsen          | n/a                                 |
| Batterijvermogen (uur)   | 3G netwerk browsen            | n/a                                 |
| Batterijvermogen (uur)   | Beltijd (2G)                  | n/a                                 |
| Batterijvermogen (uur)   | Beltijd (3G)                  | n/a                                 |
| Batterijvermogen (uur)   | Beltijd (4G)                  | n/a                                 |
| Technologie              | Technologie                   | Lithium-Polymer                     |
| Camera                   | Camera                        | Lumia 2520                          |
| Camera aan de voorzijde  | Apertuur                      | ƒ/2,4                               |
| Camera aan de voorzijde  | Megapixel                     | 1.2                                 |
| Camera aan de voorzijde  | Videoresolutie                | HD (720×1280) in 30 fps             |
| Hoofdcamera              | Autofocus                     | Ja                                  |
| Hoofdcamera              | Apertuur                      | ƒ/1,9                               |
| Hoofdcamera              | 35mm equivalent (mm)          | 26 mm                               |
| Hoofdcamera              | Megapixel                     | 6.7                                 |
| Hoofdcamera              | Sensorgrootte (inch)          | 1/3.6 (7,06 mm)                     |
| Hoofdcamera              | Videoresolutie                | FHD (1080×1920) in 30 fps           |
| Hoofdcamera              | Carl Zeiss Optics             | Ja                                  |
| Hoofdcamera              | Zoom                          | 4×                                  |
| Hoofdcamera              | Flits                         | Ja                                  |
| Hoofdcamera              | Optische beeldstabilisatie    | Nee                                 |
| Hoofdcamera              | Cameraknop                    | Nee                                 |
| Hoofdcamera              | Digital Negative image format | Nee                                 |
| Sensoren                 | Sensoren                      | Lumia 2520                          |
| Windows Hello            | Vingerafdruk Scanner          | Nee                                 |
| Windows Hello            | Infrarood Iris Scanner        | Nee                                 |
| Microfoons               | Microfoons                    | 2                                   |
| Cortana                  | Cortana ondersteuning         | Nee                                 |
| Cortana                  | “Hey Cortana” oproep          | Nee                                 |
| Accelerometer            | Accelerometer                 | Ja                                  |
| Omgevingslichtdetector   | Omgevingslichtdetector        | Ja                                  |
| Nabijheidssensor         | Nabijheidssensor              | Ja                                  |
| Magnetometer             | Magnetometer                  | Ja                                  |
| Gyroscoop                | Gyroscoop                     | Ja                                  |
| Barometer                | Barometer                     | Nee                                 |
| SensorCore               | SensorCore                    | Nee                                 |

### Modelvarianten
| Naam     | 2520           | 2520             |
| Model    | RX-113         | RX-114           |
| -------- | -------------- | ---------------- |
| Regio    | Globaal        | Verenigde Staten |
| 3G       | Band 1/2/3/5/8 | Band 1/2/5/8     |
| 4G       | Band 3/7/20    | Band 2/4/5/13/17 |
| NFC      | Ja             | Ja               |
| DTV      | Nee            | Nee              |
| Dual Sim | Nee            | Nee              |